# Open matte

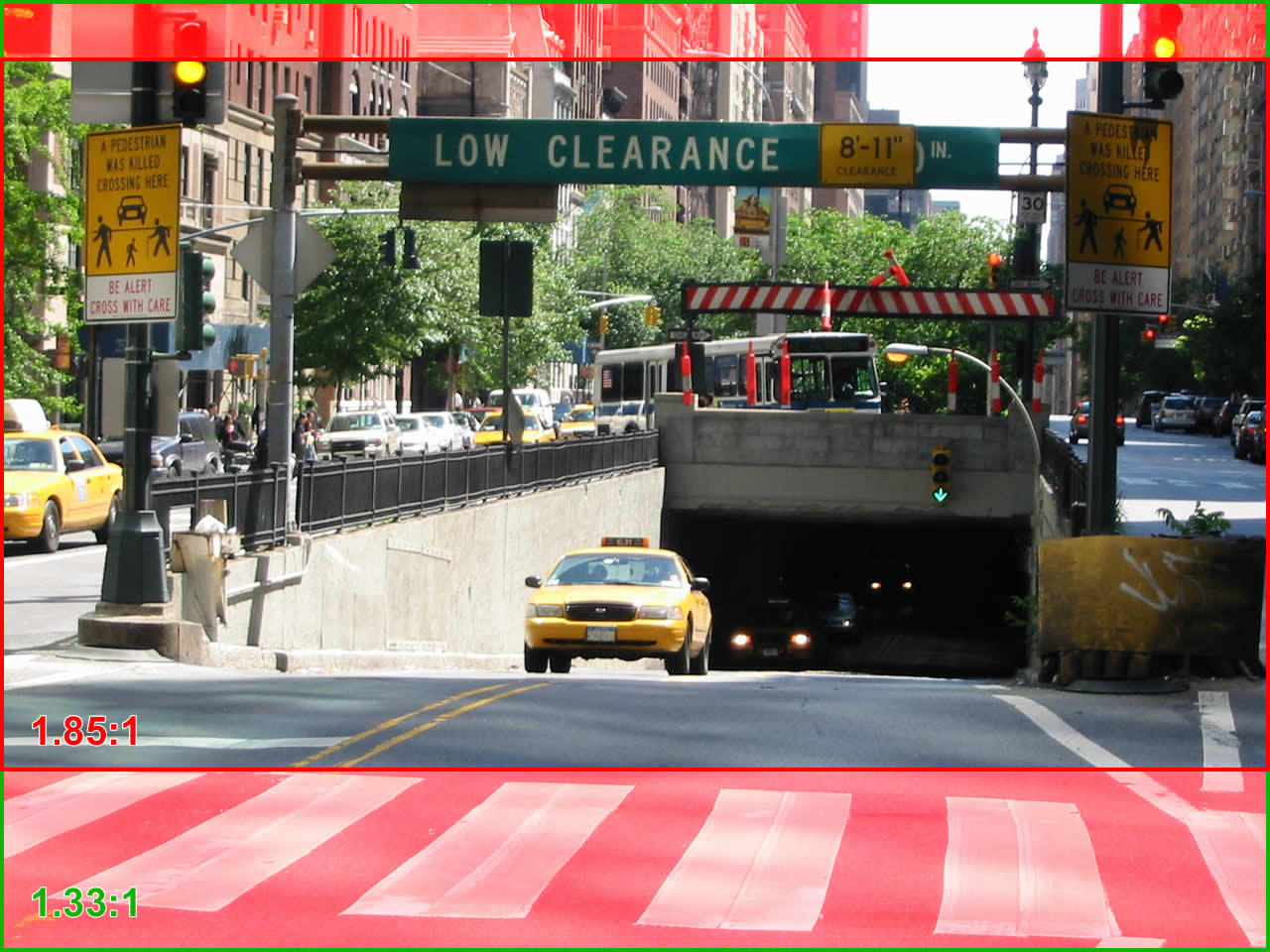
Esempio di un frame come verrebbe visualizzato nei vari rapporti d'aspetto (evidenziando in rosso le differenze), questa tecnica grazie ad informazioni aggiuntive permette un ritaglio dinamico dell'immagine per la sua corretta visualizzazione sui vari formati di televisori

Open matte, letteralmente traducibile in italiano mascherino aperto, è un metodo utilizzato principalmente nel campo dell'home entertainment per convertire un formato cinematografico nativo widescreen alla visione fullscreen in un televisore 4/3 semplicemente mediante l'eliminazione del mascherino usato in fase di ripresa cinematografica per produrre un'immagine panoramica.

## Processo di open matte
A differenza del pan and scan, con l'open matte non si perdono porzioni di immagine, ma anzi se ne aggiungono, in particolare si aggiungono le parti che, in sede di ripresa, vengono nascoste dal mascherino. Questo, tuttavia, non garantisce una migliore visione, anzi sovente lo spettatore è costretto a vedere dettagli non richiesti, quali ad esempio il microfono che registra il sonoro della scena.
All'open matte si arriva, come nel caso del pan and scan, a uso del mercato dell'home video, dove fino a qualche tempo fa le videocassette e i DVD venivano guardati prevalentemente in televisori 4/3, le case di distribuzione hanno avviato un processo di postproduzione cinematografica atto a ottimizzare l'immagine a tutto il quadro della TV 4/3 (cioè al formato 1,33:1).